# Lorenzo Pignoria
Lorenzo Pignoria, Laurentius Pignorius ou Menippo Filosofo (12 octobre 1571 - 13 juin 1631) est un prêtre, historien et antiquaire italien.

## Biographie
Lorenzo Pignoria naît le 12 octobre 1571 à Padoue. Il fit ses humanités et sa philosophie sous les Jésuites de cette ville, et, pour obéir à son père, fréquenta, pendant quatre ans, les cours de jurisprudence civile et canonique. L’évêque de Padoue, Marco Corner, le prit ensuite pour secrétaire, et lui persuada d’embrasser l’état ecclésiastique. En 1602, il est consacré prêtre. II accompagna Corner, en 1605, à Rome ; et il y passa deux années, occupé de l’examen des antiquités, visitant les bibliothèques et les musées, et ne négligeant aucun moyen d’acquérir de nouvelles connaissances. À son retour à Padoue, il fut chargé de la direction de différentes maisons religieuses, et enfin nommé curé de la paroisse Saint-Laurent. Il continuait de consacrer ses loisirs à l’étude de l’antiquité ; et les ouvrages qu’il publia, étendirent bientôt au loin sa réputation. On lui offrit la chaire de belles-lettres de l’académie de Pise ; mais il la refusa, malgré les instances du célèbre Galilée. Le cardinal Francesco Barberini le fit pourvoir, en 1630, d’un canonicat de la cathédrale de Trévise, en le dispensant de la résidence ; mais Pignoria ne jouit pas long-temps de cette faveur. Il mourut à Padoue, d’une maladie épidémique, le 13 juin 1631, et fut enterré sous le portique de l’église Saint-Laurent, où le sénateur Domenico Molino, son ami, lui fit élever un tombeau décoré d’une épitaphe.
Pignoria était l’un des principaux ornements de l’Académie des Ricovrati ; il avait une correspondance suivie avec les hommes les plus savants de son temps. Il possédait une collection précieuse d’objets d’arts, d’antiquités, et de manuscrits grecs et latins, dont Tomasini a donné la liste, à la suite de son Éloge de Pignoria.

## Œuvres principales
Indépendamment des Notes sur les Emblèmes d’Alciat, la Jérusalem délivrée du Tasse, les Images des Dieux de Vincenzo Cartari, l’Histoire d’Albertino Mussato, et de quelques Opuscules dont on trouvera les titres dans le t. XXI des Mémoires de Niceron, on a de ce savant antiquaire :
- Vetustissimæ tabulæ ænæ hieroglyphicis, hoc est, sacris Ægyptiorum litteris cælatæ accurata explicatio, etc. Venise, 1605, in-4°. Cette curieuse Dissertation a été réimprimée sous ce titre : Characteres ægyptii, hoc est, sacrorum quibus Ægyptii utuntur simulacrorum delineatio et explicatio, Francfort, 1608, in-4°. Cette édition, ornée d’estampes gravées par Théodore de Bry, est recherchée des amateurs. Le même ouvrage a reparu de nouveau sous ce troisième titre : Mensa Isiaca, qua sacrorum apud Ægyptios ratio et simulacra subjectis tabulis æneis simul exhibentur et explicantur, Amsterdam, 1669, in-4°. Le précieux monument connu sous le nom de Table isiaque, avait déjà été publié par Enea Vico. C’est une table de bronze de cinq pieds de long sur trois de largeur, dont le fond est recouvert d’un émail ou d’un vernis noir, sur lequel on a tracé des figures dont les contours sont marqués par des filets d’argent incrustés. Cette table fut achetée, en 1525, après le sac de Rome, par un serrurier, qui la vendit au cardinal Bembo : de son cabinet, elle passa dans celui du duc de Mantoue, d’où elle disparut, en 1630, lors de la prise de cette ville par les troupes impériales. On ignora ce qu’elle était devenue pendant plus d’un siècle ; elle fut enfin retrouvée dans le cabinet du roi de Sardaigne, à Turin, sans qu’on ait jamais pu savoir de quelle façon elle y était parvenue (V. le Recueil des antiquités de Caylus, VII, 44) La conquête du Piémont l’avait amenée à Paris, où on l’a vue, au cabinet des antiques, pendant plusieurs années ; mais elle a été rendue au roi de Sardaigne, en 1815. La Table isiaque a été l’objet de l’examen des plus célèbres antiquaires. Après Vico et Pignoria, les P. Kircher et Montfaucon, Jablonski et Caylus en ont donné des explications. Celle de Pignoria, qui n’y voit que la représentation des cérémonies d’un sacrifice, d’après le rit égyptien, est la plus simple, et peut-être la plus vraisemblable.
- Magnae deum matris Idaeae & Attidis initia ex vetustis monumentis nuper Tornaci Nerviorum erutis, Paris, 1623, in-4°. C’est la description d’anciens monuments découverts dans les environs de Tournai ; elle a été réimprimée avec des additions, Venise, 1624, in-4° ; insérée dans l’édition de 1669 de l’ouvrage précédent, et trad. en latin par Havercamp, dans le t. VII du Thesaur. antiquit. græc.
- De servis et eorum apud veteres ministeriis commentarius. L’auteur avait adressé cet ouvrage à Markus Welser, qui le fit imprimer à Augsbourg, en 1613, in-4°. Il a été réimprimé à Padoue, en 1656, in-4°, et Amsterdam, 1674, in.12. Ce Traité, quoique écrit avec diffusion, est regardé comme l’un des meilleurs de ce genre.
- Le origini di Padova, ibid., 1625, in-4°, fig. ; et dans le t. VI du Thesaur. antiquitat. Italiæ. Cet ouvrage est plein d’érudition et de saine critique. Pignoria ayant prouvé que Julius Paulus, célèbre jurisconsulte, n’était point né à Padoue, mais à Rome, les raisons qu’il avait données à l’appui de son sentiment, furent attaquées par le P. Angelo Portenari, religieux augustin ; et cette querelle produisit de part et d’autre quelques écrits, dont on trouve les titres dans les Notes d’Apostolo Zeno sur la Bibliothèque de Fontanini, II, 133.
- L’Antenore ovvero dichiarazione e illustrazione del sepolcro di questo fondatore di Padova, ibid., 1625, in-4°, fig. Il y combat l’opinion commune qui attribuait à ce héros troyen regardé comme le fondateur de Padoue, un tombeau trouvé dans cette ville, et qui n’est que du Moyen Âge.
- Miscella elogiorum, adclamationum, adlocutionum, conclamationum, epitaphiorum et inscriptionum, ibid., 1626, in-4°.
- La vita di santa Giustina, vergine e protomartire Padovana, ibid., 1626, in-4°.
- Symbolarum epistolicarum liber, in quo nonnulla ex antiquitatis juris civilis et historiæ penu depromuntur et illustrantur, etc., ibid., 1628 ou 1629, in-8°.
- Antiquissimæ picturæ quæ Romæ visitur, de ritu nuptiarum, typus explicatus, ibid., 1630, in-4° ; et dans le tome Ier du Thesaur. antiquitatum Italiæ.
- Strenæ variæ nov-antiquæ, in-4°.

On trouve plusieurs Lettres de Pignoria dans la Raccolta di lettere inedite, Venise, 1744. On peut consulter, pour plus détails, l’Éloge de Pignoria par Tomasini, dans le t. II des Elogia illustr. virorum, et dans l’édition de 1669 de la Mensa Isiaca, les Mémoires de Niceron et le Dictionn. de Chaufepié.

## Autres œuvres
- (la) Characteres Aegyptii, 1608[4]
- (la) Notulae extemporariae in emblemata Andreae Alciati, Augustae, 1614
- (la) Prosopopoeia Aldinae Catellae ad Dominicum Molinum senatorem amplissimum, Patavii, 1622
- (la) In obitum Aldinae Catellae. Lacrymae poeticae, Paris 1622
- (la) Magnae deum matris Idaeae & Attidis initia. Ex vetustis monumentis nuper Tornaci erutis. Edente iterum & explicante accuratius ad veterum auctorum mentem Laurentio Pignorio presb. Patauino, Venise, 1624
- (it) Gareggiamento vicendeuole di componimenti latini, e toscani, nel felicissimo magistrato sopra le biade dell'illustriss. signor Dominico Molino senatore amplissimo delli Lorenzo Pignoria, e Martino Sandelli, Venise, 1624
- (it) Attestatione di Giulio Paolo giureconsulto solennizata ne i Campi Elisij il di delle none d'agosto. L'anno 1625. Riferita fedelmente da Menippo Filosofo, Padoue
- (it) La principessa delle compositioni sfiorata Riotta del sig. Ludolfo Bravnio di Colonia, Venise, 1625.
- (la) Miscella elogiorum adclamationum adlocutionum conclamationum epitaphiorum et inscriptionum auctore Laurentio Pignorio Patauino. Io. Baptista Martinio collectore, Patauii, 1626 (?)
- (la) Mensa Isiaca, Amsterdam, 1669 (posthume)[5]